# Hospitalet del Infante

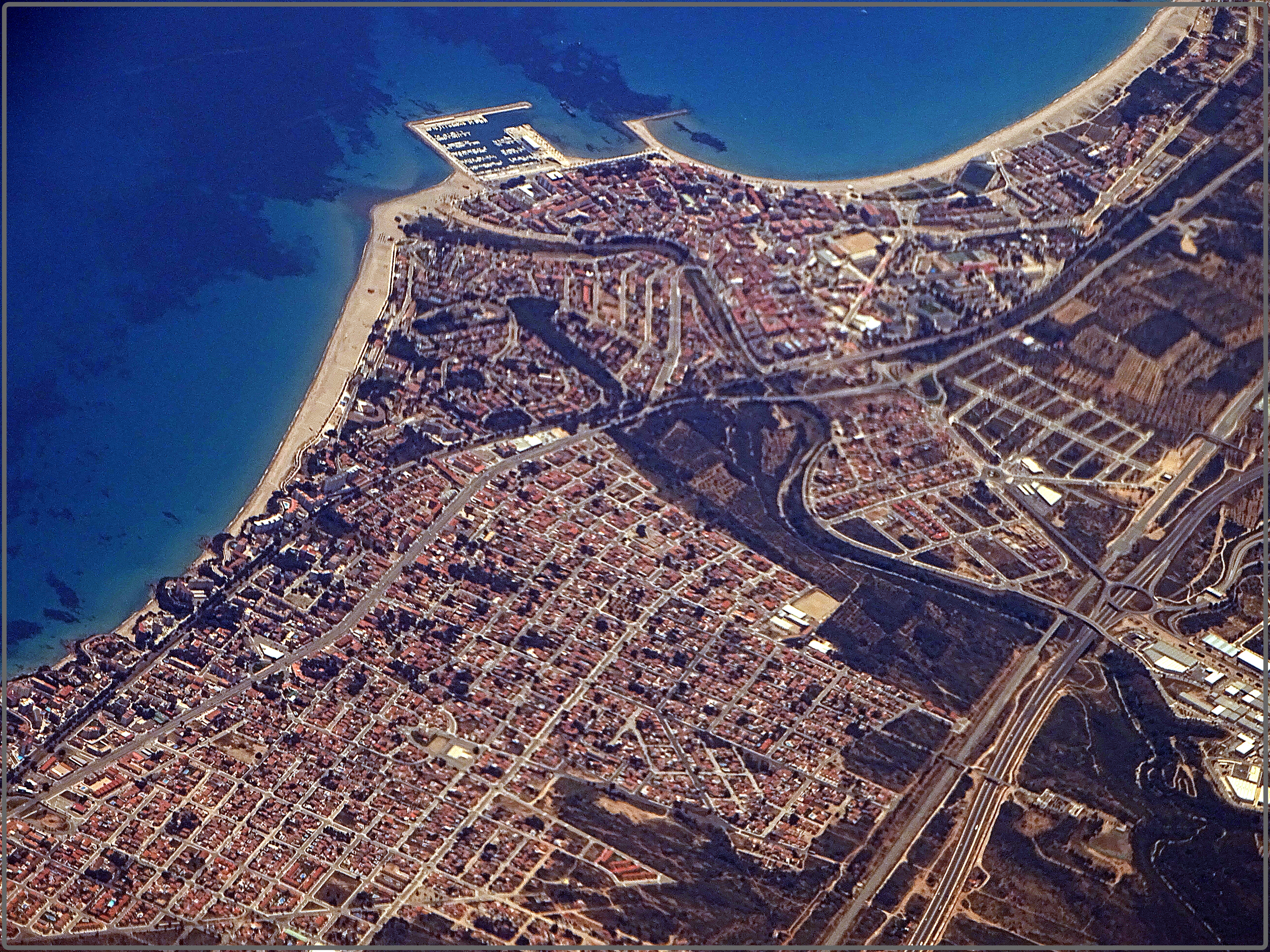
Vista de Miami Playa (abajo a la izquierda) y Hospitalet del Infante (arriba), separados por el río Llastres.

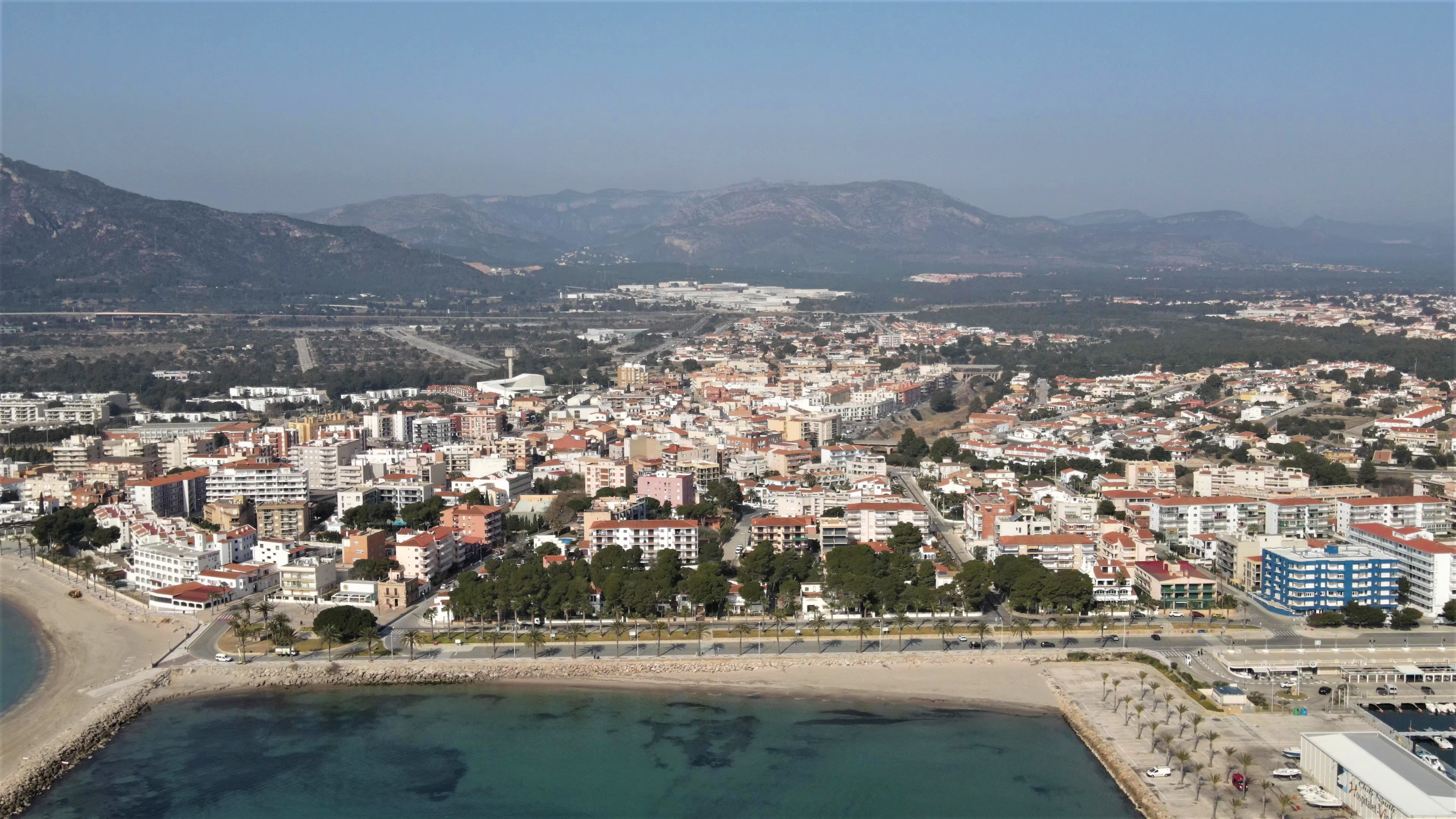
Vista de gaviota, Hospitalet del Infante.

Hospitalet del Infante (oficialmente y en catalán L'Hospitalet de l'Infant) es un núcleo de población perteneciente al municipio de Vandellós y Hospitalet del Infante, situado en la provincia de Tarragona, comunidad autónoma de Cataluña, España.
Es el principal núcleo urbano del municipio de Vandellós y Hospitalet del Infante (Bajo Campo), situado a la costa, a la derecha de la desembocadura del río de Llastre, que se le hace también de límite con el término de Montroig y el núcleo urbano de Miami Playa. Su población es de 5630 habitantes (año 2021).
El centro del núcleo de la población se encuentra encima de un promontorio rocoso, flanqueado por extensas playas y atravesado por el río Llastres.

## Historia
En la parte alta del promontorio se encuentran los restos del hospital construido a mediados del siglo XIV, por deseo del infante Pedro de Aragón y de Anjou, hijo de Jaime II de Aragón y que da nombre a esta localidad. El Hospital del Coll de Balaguer se construyó para ofrecer alojamiento a religiosos, viajeros y mendigos que transitaban, por la ruta entre Barcelona y Valencia, por la ruta de la antigua Vía Augusta romana. Son evidencias de la época romana también el nombre del río Llastres, en catalán ullastre, del latín oleaster y las referencias de Avieno como Oleum flumen en la Ora maritima, así como los restos arqueológicos de la época romana encontrados en el municipio.

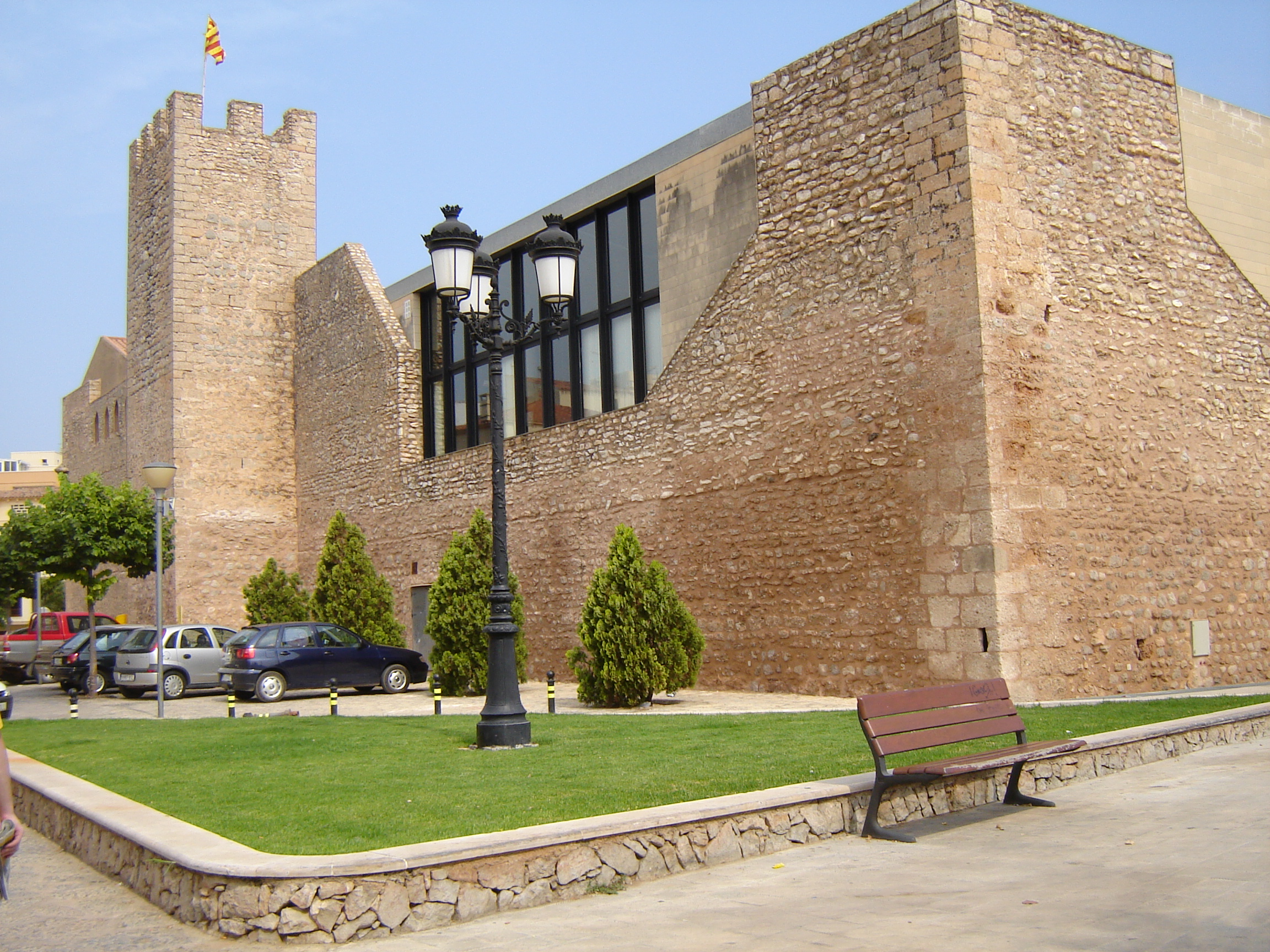
El Hospital medieval del infante Pedro

Las razones de la fundación del antiguo hospital gótico, por parte de Pedro IV de Ribagorza, desde el año 1341 señor del condado de Prades y de la baronía de Entenza, obedecen al deseo de establecer las bases para la repoblación y resurgimiento económico de la zona, y mediante esta construcción fortificada asegurar el control de una costa expuesta entonces a los frecuentes ataques corsarios. El edificio fundado en el año 1344 era una estructura de planta cuadrada de unos 55 metros de ancho, con un patio central, flanqueada por seis torres, cuatro en los ángulos y dos en el centro de los lados norte y sur. El recinto es un excelente ejemplo del gótico civil catalán, con grandes naves culminadas con arcos diafragma sobre los que descansaban las vigas de madera y solamente se podía acceder por la puerta existente en la torre meridional. La construcción, que tuvo la función de acoger a viajeros desde principios del siglo XIX, se vio involucrada por ser una fortificación en la guerra civil catalana del siglo XVI, en la Guerra de los Segadores, batalla del Coll de Balaguer, 1640, fue objeto de ataques corsarios y gravemente afectada durante la Guerra de la Independencia Española, hechos que implicaron su deterioro.

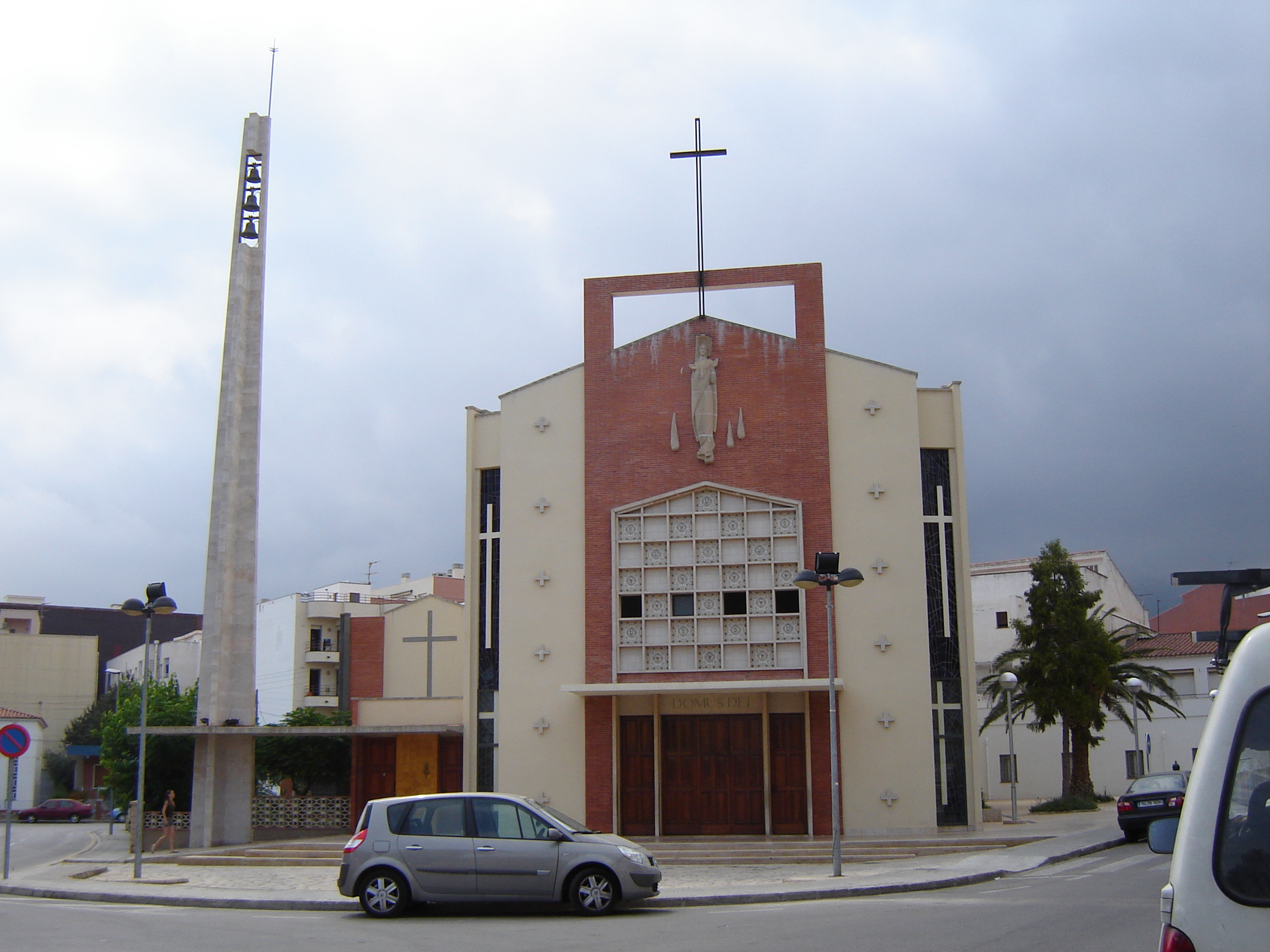
Iglesia

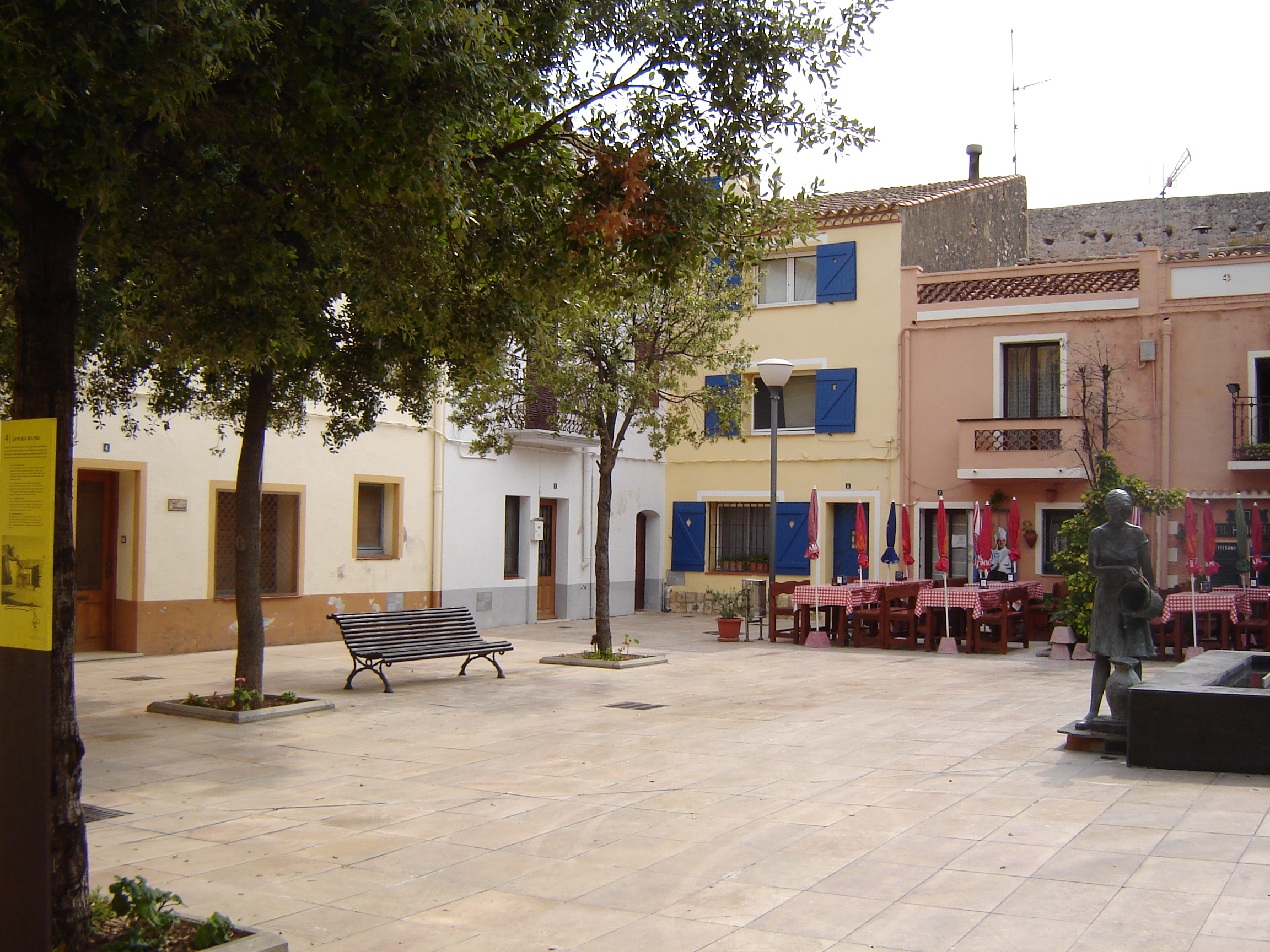
Plaza del Pozo.

Actualmente, el hospital se ha consolidado y mantiene una de sus cuatro torres levantadas, la entrada a la plaza del pozo, tres fachadas y tres arcos góticos detrás de los patios de las casas que hay en el interior.
Las fiestas patronales de Sant Roc tienen lugar del 14 al 18 de agosto.

## Actividad económica
La localidad creció notablemente en los últimos años, como consecuencia del incremento de la actividad económica, especialmente el turismo, que se ha convertido en la principal fuente de ingresos del municipio. Se han construido diversos equipamientos como hoteles, restaurantes, comercios y urbanizaciones, y un puerto deportivo de gran envergadura que dispone de 575 amarres.
La otra gran fuente dinamizadora fue la construcción de la central nuclear de Vandellós en 1972. Tras el cierre del Grupo I, continúa en funcionamiento el Grupo II, situado en la costa a pocos kilómetros del núcleo de población.